# Clytia tubitheca
Clytia tubitheca är en nässeldjursart som beskrevs av Edward Hargitt 1924. Clytia tubitheca ingår i släktet Clytia och familjen Campanulariidae. Inga underarter finns listade i Catalogue of Life.